# Meltdown (노래)
‘Meltdown’은 벨기에의 음악가인 스트로마이의 노래다. 뉴질랜드의 가수 로드, 미국의 힙합 음악가 푸샤 T, 미국의 래퍼 큐팁, 그리고 미국의 인디 록 밴드인 하임이 피처링으로 참여하였다. 2014년 11월 17일 영화 “헝거 게임: 모킹제이”의 사운드 트랙에서 오프닝 트랙으로 수록되었다. ‘Meltdown’은 2013년에 발표한 스트로마이의 두 번째 정규 음반 “Racine carrée”에 수록된 ‘Merci’를 사용하였다. 노래는 음악 평단으로부터 좋은 평가를 받았으며, 일부 차트에서1위를 차지하였다.

## 배경 및 구성
‘Meltdown’은 스트로마이, 로드(로드는 본명인 엘라 옐리치오코너로 크레딧에 기재되었다), 조엘 리틀, 카말 이븐 존 파리드, 테런스 손튼, 그리고 인디 록 밴드 하임의 에스티 하임, 다니엘 하임, 알라나 하임이 만들었다. 노래는 2014년 11월 17일에 발매한 헝거 게임: 모킹제이의 사운드트랙에 오프닝 트랙으로 수록되었다. 스트로마이의 두 번째 정규 음반 “Racine carrée”(2013)의 인스트루멘탈 트랙이었던 ‘Merci’를 사용하였다.
타임의 멜리사 로커는 ‘Meltdown’을 "어두운 신스의 댄스 트랙", 그리고 "80년대의 영향을 받은 중독성 있는 곡"이라고 표현하였다. 익스클레임!은 "힙합과 팝을 아우르는 자극적인 맥박같은 노래"라고 표현하였고, 컴플렉스에서는 "피아노를 매고 드럼을 치는 듯한 프로듀싱"이 특징인 트랙이라고 언급하였다. 스트로마이는 로드가 매니저에게 "헝거 게임: 모킹제이의 사운드트랙을 구하라"고 언급한 뒤 이 노래를 함께 만들었다고 설명하였다. 비록 노래가 이미 스트로마이의 노래에 수록되었지만, 로드는 "이 곡으로 새로운 트랙을 만들기로 결정하였다"고 밝혔다. 스트로마이는 트랙에 참여한 음악가들과 함께 자신의 의견을 갖는 것이 로드에게 얼마나 중요한지 감동하였다고 언급하였다. 그는 로드를 "인간적이고, 단순하며, 정말 착하다"고 표현하였다. 곡이 진행되면서 푸샤 T는 빌보드가 "캐피톨의 이미지에 집착하는 부르주아지"라고 표현한 부분을 부른다.

## 평가
‘Meltdown’은 음악 평단으로부터 긍정적인 평가를 받았다. 일부 비평가들은 로드와 하임의 보컬 전달력을 호평하였지만, 후자의 보컬이 부족하다는 점을 비판하였다.

## 상업적 성과
‘Meltdown’은 비록 많은 국가의 차트에 들어가지는 못했으나, 벨기에에서 큰 성공을 거두었다. 영화가 개봉한 직후, 노래는 벨기에 북부의 음악 판매량을 합산하는 벨기에 플랑드르 차트에 7위로 데뷔하였다. 또한 벨기에 남부를 음악 판매량을 합산하는 벨기에 왈로니아 차트에서는 5위를 기록하였다. 벨기에 어반 차트에서는 1위를 차지하였다. 프랑스의 차트에서는 107위를 기록하였다.